# Brian Grazer
Brian Thomas Grazer (Los Angeles, 12 luglio 1951) è un produttore cinematografico e produttore televisivo statunitense, fondatore assieme a Ron Howard della Imagine Entertainment.

## Biografia
Noto produttore di molti film dell'amico Ron Howard come EdTV, A Beautiful Mind, Apollo 13 e Il codice da Vinci, ma anche per i film Bugiardo Bugiardo, Bowfinger, Inside Man, American Gangster e molti altri. Nel campo televisivo, è stato produttore esecutivo di serie tv come 24 e Arrested Development. Ha un nipote Jack Dylan Grazer

## Filmografia parziale

### Produttore
- Spiaggia a Zuma (Zuma Beach), regia di Lee H. Katzin (1978)
- Night Shift - Turno di notte (Night Shift), regia di Ron Howard (1982)
- Spie come noi (Spies Like Us), regia di John Landis (1985)
- Scuola di geni (Real Genius), regia di Martha Coolidge (1985)
- Un poliziotto alle elementari (Kindergarten Cop), regia di Ivan Reitman (1990)
- Il principe delle donne (Boomerang), regia di Reginald Hudlin (1992)
- Amore con interessi (For Love or Money), regia di Barry Sonnenfeld (1993)
- Caro zio Joe (Greedy), regia di Jonathan Lynn (1994)
- L'ultimo appello (The Chamber), regia di James Foley (1996)
- Innocenza infranta (Inventing the Abbotts), regia di Pat O'Connor (1997)
- Bugiardo bugiardo (Liar Liar), regia di Tom Shadyac (1997)
- Codice Mercury (Mercury Rising), regia di Harold Becker (1998)
- Dalla Terra alla Luna (From the Earth to the Moon) – miniserie TV, 12 puntate (1998)
- Life, regia di Ted Demme (1999)
- Bowfinger, regia di Frank Oz (1999)
- EdTV, regia di Ron Howard (1999)
- A Beautiful Mind, regia di Ron Howard (2001)
- Blue Crush, regia di John Stockwell (2002)
- Il gatto... e il cappello matto (The Cat in the Hat), regia di Bo Welch (2003)
- The Missing, regia di Ron Howard (2003)
- Inside Gola profonda (Inside Deep Throat), regia di Fenton Bailey e Randy Barbato (2005)
- Inside Man, regia di Spike Lee (2006)
- American Gangster, regia di Ridley Scott (2007)
- Changeling, regia di Clint Eastwood (2008)
- Frost/Nixon - Il duello (Frost/Nixon), regia di Ron Howard (2008)
- Angeli e demoni (Angels & Demons), regia di Ron Howard (2009)
- Robin Hood, regia di Ridley Scott (2010)
- Il dilemma (The Dilemma), regia di Ron Howard (2011)
- Cowboys & Aliens, regia di Jon Favreau (2011)
- L'amore che resta (Restless), regia di Gus Van Sant (2011)
- Tower Heist - Colpo ad alto livello, regia di Brett Ratner (2011)
- J. Edgar, regia di Clint Eastwood (2011)
- Katy Perry: Part of Me, regia di Dan Cutforth e Jane Lipsitz (2012)
- Rush, regia di Ron Howard (2013)
- Get on Up - La storia di James Brown (Get on Up), regia di Tate Taylor (2014)
- Heart of the Sea - Le origini di Moby Dick (In the Heart of the Sea), regia di Ron Howard (2015)
- Pelé, regia di Jeff Zimbalist e Michael Zimbalist (2016)
- Inferno, regia di Ron Howard (2016)
- The Beatles: Eight Days a Week - The Touring Years (2016)
- Barry Seal - Una storia americana (American Made), regia di Doug Liman (2017)
- Pavarotti, regia di Ron Howard (2019) - documentario
- Elegia americana (Hillbilly Elegy), regia di Ron Howard (2020)
- Tredici vite (Thirteen Lives), regia di Ron Howard (2022)
- Eden, regia di Ron Howard (2024)
- After the Hunt - Dopo la caccia (After the Hunt), regia di Luca Guadagnino (2025)

### Produttore esecutivo
- The Doors, regia di Oliver Stone (1991)
- 24 – serie TV, 195 episodi (2001-2010)
- Lie to Me – serie TV, 48 episodi (2009-2011)
- Friday Night Lights – serie TV, 66 episodi (2006-2011)
- Parenthood – serie TV, 59 episodi (2010-2015)
- The Playboy Club – serie TV, 3 episodi (2011)
- Empire – serie TV, 58 episodi (2015-2020)
- Chance – serie TV, 1 episodio (2016)
- Sulla scena del delitto: Il caso del Cecil Hotel – serie TV (2021)
- Filthy Rich - Ricchi e colpevoli – serie TV, 3 episodi (2020)
- Il simbolo perduto (The Lost Symbol) – serie TV, episodi 1x01-1x02-1x03 (2021)
- Willow - serie TV (2022-in corso)

### Soggetto
- Splash - Una sirena a Manhattan (Splash), regia di Ron Howard (1984)